# Mistrovství světa v biatlonu 2016 – závod s hromadným startem mužů
Závod s hromadným startem mužů na Mistrovství světa v biatlonu 2016 se konal v neděli 13. března jako v pořadí pátý mužský závod biatlonu v lyžařském středisku v Holmenkollenu. Zahájení závodu s hromadným startem proběhlo v 16.00 hodin středoevropského času. Závodu se zúčastnilo celkem 30 nejlepších biatlonistů.
Obhájcem titulu byl Jakov Fak ze Slovinska, který dojel do cíle na 7. pozici.
Mistrem světa se stal domácí závodník Johannes Thingnes Bø, pro kterého to byla třetí medaile z tohoto šampionátu. Stříbro získal Francouz Martin Fourcade, který získal na světovém šampionátu už pátou medaili (z toho 4 v individuálních závodech). Celkově čtyřicátou čtvrtou medaili z vrcholných akcí ukořistil další Nor Ole Einar Bjørndalen, pro něhož to byla čtvrtá medaile na mistrovství.

## Výsledky
| Pořadí | Č. | Sportovec              | Stát       | Čas     | Střelba (L+L+S+S) | Ztráta  |
| --- | -- | ---------------------- | ---------- | ------- | ----------------- | ------- |
| Zlatá medaile | 8  | Johannes Thingnes Bø   | Norsko     | 37:05,1 | 1 (0+0+1+0)       | —       |
| Stříbrná medaile | 1  | Martin Fourcade (yr)   | Francie    | 37:07,9 | 1 (1+0+0+0)       | +2,8    |
| Bronzová medaile | 2  | Ole Einar Bjørndalen   | Norsko     | 37:11,8 | 0 (0+0+0+0)       | +6,7    |
| 4. | 21 | Dominik Windisch       | Itálie     | 37:24,9 | 2 (1+0+0+1)       | +19,8   |
| 5. | 14 | Arnd Peiffer           | Německo    | 37:25,0 | 1 (1+0+0+0)       | +19,9   |
| 6. | 9  | Tarjei Bø              | Norsko     | 37:26,9 | 2 (1+1+0+0)       | +21,8   |
| 7. | 16 | Jakov Fak              | Slovinsko  | 37:27,0 | 1 (0+0+1+0)       | +21,9   |
| 8. | 4  | Serhij Semenov         | Ukrajina   | 37:36,7 | 0 (0+0+0+0)       | +31,6   |
| 9. | 7  | Anton Šipulin          | Rusko      | 37:46,1 | 2 (0+1+0+1)       | +41,0   |
| 10. | 27 | Lowell Bailey          | USA        | 37:46,8 | 1 (0+0+0+1)       | +41,7   |
| 11. | 6  | Simon Eder             | Rakousko   | 37:58,2 | 2 (0+0+0+2)       | +53,1   |
| 12. | 24 | Tim Burke              | USA        | 37:58,5 | 2 (0+0+1+1)       | +53,4   |
| 13. | 26 | Vladimir Čepelin       | Bělorusko  | 38:01,2 | 2 (0+1+1+0)       | +56,1   |
| 14. | 15 | Erik Lesser            | Německo    | 38:07,9 | 2 (0+0+0+2)       | +1:02,8 |
| 15. | 3  | Dominik Landertinger   | Rakousko   | 38:10,3 | 3 (2+1+0+0)       | +1:05,2 |
| 16. | 28 | Anton Babikov          | Rusko      | 38:11,4 | 2 (1+0+0+1)       | +1:06,3 |
| 17. | 19 | Michal Šlesingr        | Česko      | 38:13,2 | 3 (1+0+1+1)       | +1:08,1 |
| 18. | 13 | Benedikt Doll          | Německo    | 38:14,3 | 3 (0+0+1+2)       | +1:09,2 |
| 19. | 10 | Simon Schempp          | Německo    | 38:19,3 | 3 (0+0+1+2)       | +1:14,2 |
| 20. | 12 | Quentin Fillon Maillet | Francie    | 38:26,8 | 3 (1+0+1+1)       | +1:21,7 |
| 21. | 20 | Vladimir Iljev         | Bulharsko  | 38:39,4 | 3 (0+0+1+2)       | +1:34,3 |
| 22. | 18 | Michal Krčmář          | Česko      | 38:42,1 | 2 (0+0+1+1)       | +1:37,0 |
| 23. | 11 | Jevgenij Garaničev     | Rusko      | 38:42,5 | 4 (2+1+0+1)       | +1:37,4 |
| 24. | 17 | Simon Desthieux        | Francie    | 39:08,7 | 3 (0+0+2+1)       | +2:03,6 |
| 25. | 25 | Krasimir Anev          | Bulharsko  | 39:18,2 | 3 (0+0+1+2)       | +2:13,1 |
| 26. | 30 | Andrejs Rastorgujevs   | Lotyšsko   | 39:30,7 | 3 (1+1+1+0)       | +2:25,6 |
| 27. | 23 | Serafin Wiestner       | Švýcarsko  | 40:01,3 | 4 (2+0+1+1)       | +2:56,2 |
| 28. | 5  | Emil Hegle Svendsen    | Norsko     | 40:42,7 | 4 (1+0+0+3)       | +3:37,6 |
| 29. | 22 | Jan Savickij           | Kazachstán | 41:17,8 | 6 (0+2+2+2)       | +4:12,7 |
| 30. | 29 | Leif Nordgren          | USA        | DNF     | (2+2+2)           | +9:99,9 |
| Č. – startovní číslo závodníka, DNF – závodník nedojel do cíle, yr – vedoucí závodník disciplíny i hodnocení světového poháru |    |                        |            |         |                   |         |